# Équipe d'Haïti masculine de basket-ball
Cet article traite de l'équipe masculine. Pour l'équipe féminine, voir Équipe d'Haïti féminine de basket-ball.
Maillots
Actualités
L'équipe d'Haïti masculine de basket-ball est une sélection des meilleurs joueurs haïtiens de basket-ball sous l'égide de la Fédération haïtienne de basket-ball.
Haïti ne s'est jamais qualifiée pour une compétition internationale majeure et figure à la 160e place du classement de la Fédération internationale de basket-ball amateur (FIBA).
L'équipe termine 12e des Jeux panaméricains de 1971, 6e du CentroBasket 1975 et 8e du CentroBasket 1981.
Après 37 ans d'absence, la sélection haïtienne revient sur la scène internationale en disputant le tournoi de qualification de la Coupe des Amériques masculine de basket-ball 2021 se tenant en juin 2018 au Suriname. Alors qu'elle s'était qualifiée pour les demi-finales du tournoi avec 4 victoires dans sa poule, l'équipe est disqualifiée pour avoir utilisé neuf joueurs nés aux Etats-Unis.